# Desa Mojopuro (administrativ by i Indonesien, lat -7,33, long 110,88)
Desa Mojopuro är en administrativ by i Indonesien.   Den ligger i provinsen Jawa Tengah, i den västra delen av landet, 500 km öster om huvudstaden Jakarta. Desa Mojopuro ligger vid sjön Waduk Mojoendok.